# طواف إسبانيا 1975
طواف إسبانيا 1975 هو سباق دراجات هوائية أقيم بتاريخ 22 أبريل – 11 مايو، تكون السباق من 19 مرحلة وامتدّ لمسافة 3,104 كم، استغرق السباق 88 ساعة 00 دقيقة 56 ثانية. فاز به الإسباني أغوستين تاماميس.

## الترتيب
| م                     | الدرّاج          | البلد   | الزمن                     |
| --------------------- | --------------- | ------- | ------------------------- |
| الفائز بالترتيب العام | أغوستين تاماميس | إسبانيا | 88 ساعة 00 دقيقة 56 ثانية |